# 帕拉拟蝎属
帕拉拟蝎属（学名：Parahya）是帕拉拟蝎科的一属。

## 下属物种
本属包括以下物种：
- Parahya submersa (Bristowe, 1931)